# الجیراف
ال-جیراف یک منطقهٔ مسکونی در یمن است که در استان صنعا واقع شده‌است.